# Stănișești
Stănișești is een Roemeense gemeente in het district Bacău.
Stănișești telt 4747 inwoners.